# 井出洋一郎
井出 洋一郎（いで よういちろう、1949年（昭和24年）5月8日 - 2016年（平成28年）10月19日）は、日本の美術評論家。府中市美術館館長、群馬県立近代美術館館長を歴任。
1949年群馬県高崎市生まれ。1968年群馬県立高崎高等学校卒業。1972年上智大学外国語学部フランス語学科卒業、1978年早稲田大学大学院文学研究科西洋美術史専攻博士課程満期退学。
山梨県立美術館に勤務し、初代「ミレー番」学芸員を務める。1987年退職。上智大学講師、明星大学助教授、東京純心女子大学芸術文化学科教授、2009年府中市美術館館長、2015年群馬県立近代美術館館長。
2016年10月19日、胆管がんのため死去。67歳没。

## 著書
- 『西洋名画の謎 ミステリー・ギャラリー』小学館、1991
- 『バルビゾン派』東信堂 世界美術双書、1993
- 『美術館学入門』明星大学出版部、1993
- 『美術の森の散歩道 マイ・ギャラリートーク』小学館ライブラリー、1994
- 『美楽極楽のこころ マイ・ギャラリートーク』小学館ライブラリー、1998
- 『フランス美術鑑賞紀行 1 (パリ編)』美術出版社、1998 美術の旅ガイド
- 『フランス美術鑑賞紀行 2 (パリ近郊と南仏編)』美術出版社 美術の旅ガイド、1998
- 『ギリシア神話の名画を楽しく読む カラー版』中経出版、2007　「ギリシア神話の名画はなぜこんなに面白いのか 美術館めぐりが楽しくなる」文庫
- 『聖書の名画を楽しく読む カラー版』中経出版、2007 「聖書の名画はなぜこんなに面白いのか 海外の美術館めぐりが楽しくなる」文庫
- 『ルーヴルの名画はなぜこんなに面白いのか これだけは見逃せない!ルーヴル美術館の傑作たち』中経の文庫、2011
- 『印象派の名画はなぜこんなに面白いのか 光あふれる印象派リゾートツアーにご招待』中経の文庫、2012
- 『ルネサンスの名画はなぜこんなに面白いのか フィレンツェ、ローマ、ミラノ、ヴェネツィア人気のイタリア美術都市めぐり』中経の文庫、2103
- 『「農民画家」ミレーの真実』NHK出版新書、2014

### 翻訳
- アルフレッド・サンスィエ『ミレーの生涯』 講談社、1998／角川ソフィア文庫、2014。監訳

## 参考
- [ISBN　978-4-14-088427-0]
- 『現代日本人名録』2002年